# Сант'Антимо (Терни)
Сант'Антимо је насеље у Италији у округу Терни, региону Умбрија.
Према процени из 2011. у насељу је живело 152 становника. Насеље се налази на надморској висини од 317 м.